# Tři soutěsky (přehradní nádrž)
Tři soutěsky (čínsky v českém přepisu San-sia, pchin-jinem Sānxiá, znaky zjednodušené 三峡, tradiční 三峽, anglicky Three Gorges) je přehradní nádrž, vybudovaná na řece Čchang-ťiang (Dlouhá řeka), na dolním toku známé pod názvem Jang-c'-ťiang. Přehrada dosahuje délky 600 km za stejnojmennou hrází. Její postupné napouštění si vynutilo přestěhování asi 1,3 milionů lidí, jelikož po úplném napuštění stoupla hladina řeky o desítky metrů. Přehradní jezero má rozlohu 1 084 km². Maximální rozdíl hladin činí 113 m. Přehrada má objem 39,3 km³.
Součástí přehrady je největší hydroelektrárna na světě, na její stavbu bylo spotřebováno 28 milionů krychlových metrů betonu.